# Blabmühle
Blabmühle ist ein Ortsteil der Stadt Rötz im Landkreis Cham des Regierungsbezirks Oberpfalz im Freistaat Bayern.

## Geografie
Blabmühle liegt 2,4 Kilometer nordöstlich der Bundesstraße 22, 2,4 Kilometer nordwestlich der Staatsstraße 2150 und 4 Kilometer nördlich von Rötz. Die Ortschaft liegt am Blabmühlbach, der hinter der Blabmühle dann Zettlbach heißt. Östlich von Blabmühle erhebt sich der 546 Meter hohe Güttenberg.

## Geschichte
Blabmühle (auch: Blaumühle) wurde 1820 erstmals schriftlich erwähnt.
1820 wurden im Landgericht Waldmünchen Ruralgemeinden gebildet. Dabei wurde Diepoltsried mit 21 Familien Ruralgemeinde. Zur Ruralgemeinde Diepoltsried gehörten die Dörfer Diepoltsried mit 13 Familien und Güttenberg mit 6 Familien sowie die Einöde Blabmühle mit 2 Familien.
1978 wurde die Gemeinde Diepoltsried und mit ihr Blabmühle nach Rötz eingegliedert.
Blabmühle gehört zur Pfarrei Heinrichskirchen, früher Pfarrei Rötz, Filiale Heinrichskirchen. 1997 hatte Blabmühle 3 Katholiken.

## Einwohnerentwicklung ab 1820
| Jahr | Einwohner  | Gebäude |
| ---- | ---------- | ------- |
| 1820 | 2 Familien | k. A.   |
| 1838 | 11         | 1       |
| 1861 | 4          | k. A.   |
| 1871 | 6          | 6       |
| 1885 | 5          | 2       |
| 1900 | 9          | 1       |
| 1913 | 4          | 1       |

| Jahr | Einwohner | Gebäude |
| ---- | --------- | ------- |
| 1925 | 6         | 1       |
| 1950 | 9         | 2       |
| 1961 | 3         | 1       |
| 1970 | 7         | k. A.   |
| 1987 | 7         | 1       |
| 2011 | 9         | k. A.   |

## Denkmalschutz
Auf der Spitze des Güttenberges steht eine denkmalgeschützte Bergkapelle aus dem Anfang des 20. Jahrhunderts. Es handelt sich um einen giebelständigen Satteldachbau mit halbrunder eingezogener Apsis und Dachreiter.